# Walter Cronkite

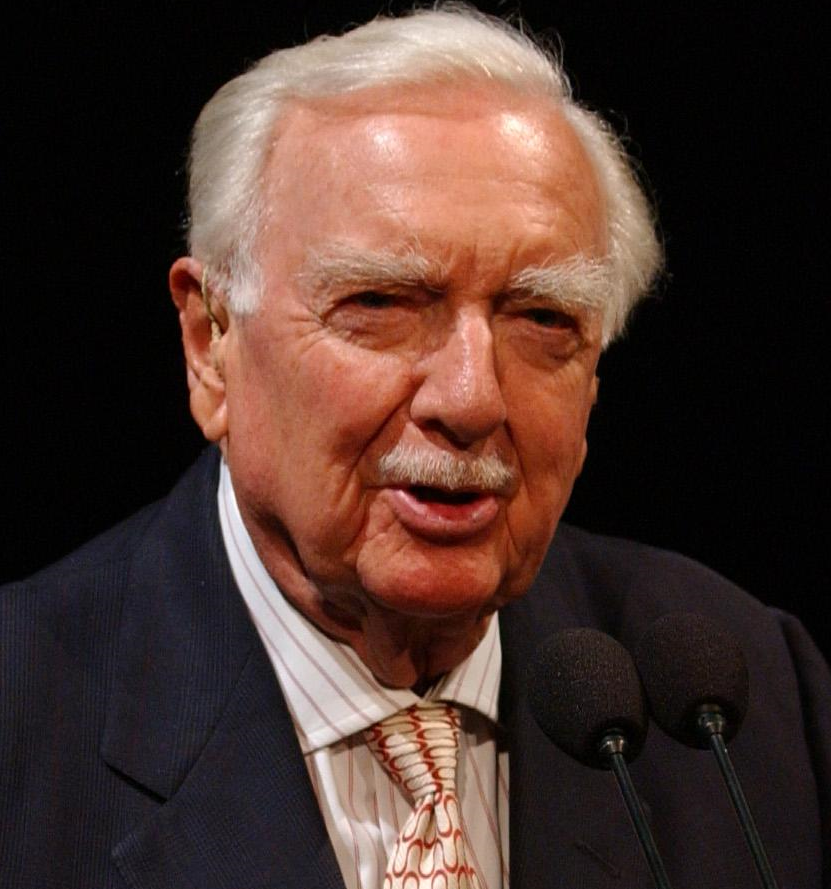
Walter Cronkite (2004)

Walter Leland Cronkite, Jr. (* 4. November 1916 in Saint Joseph, Missouri; † 17. Juli 2009 in New York) war ein amerikanischer Fernsehjournalist und Nachrichtensprecher beim Fernsehsender CBS.

## Leben
Walter Cronkites Eltern waren der Zahnarzt Walter Leland Cronkite, Sr. und dessen Frau Helen Lena Fritsche. Er begann seine journalistische Karriere als Universitätskorrespondent der Zeitung Houston Post während seiner Zeit an der High School und am College. Nach seinem Studium ging er als Radioansager zum Sender WKY in Oklahoma City. Er war Journalist und Herausgeber der E. W. Scripps Company und United Press.
Von 1942 bis 1945 war Walter Cronkite Kriegsberichterstatter der Agentur United Press International und Auslandskorrespondent in den wiedereröffneten Büros in Amsterdam und Brüssel. Bei den Nürnberger Prozessen war er Chefkorrespondent und von 1946 bis 1948 Büromanager in Moskau. 1948/1949 war Cronkite Korrespondent der CBS News und 1950/1951 besonderer Korrespondent.

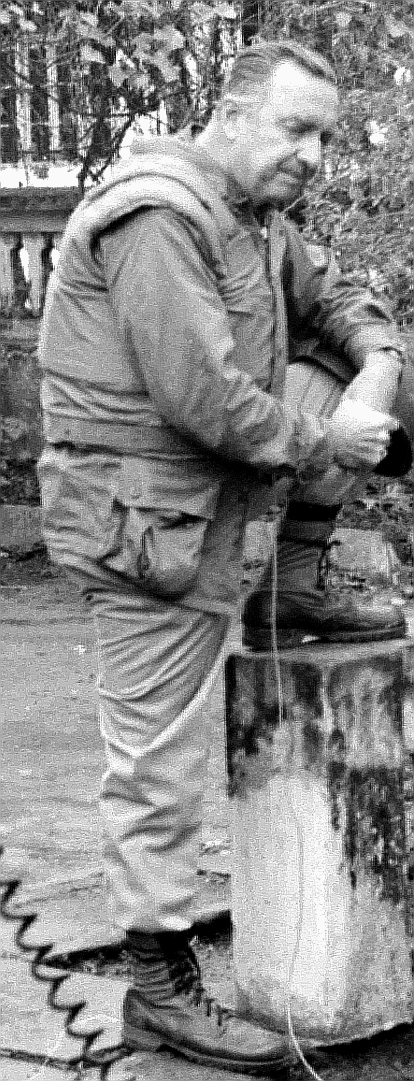
Cronkite als Außenreporter im Vietnamkrieg

Vom 16. April 1962 bis zum 6. März 1981 war Walter Cronkite Hauptnachrichtensprecher der CBS Evening News. Cronkite wurde weltweit bekannt, als er am 22. November 1963 in den CBS News über das Attentat auf Präsident Kennedy berichtete und die Fernsehübertragung der Mondlandung 1969 moderierte. Seine Reportage aus Vietnam wurde am 27. Februar 1968 gesendet und leitete das Eingeständnis der USA ein, den Vietnamkrieg nicht gewinnen zu können.
Cronkite wurde zu einem der bekanntesten Gesichter des US-Fernsehens und Vorbild vieler Journalisten. 1973 wählten ihn die Fernsehzuschauer zum Most Trusted Man in America; seine vertrauenerweckende Art brachte ihm auch den Spitznamen Uncle Walter ein. Zum geflügelten Wort wurde das sign off am Ende jeder Ausgabe seiner Nachrichtensendung: „And that's the way it is. And this is Walter Cronkite saying you Good Night.“. Am 14. Februar 1980 gab Cronkite bekannt, dass er sich von der Moderation der CBS Evening News zurückziehen werde. Seine letzte Sendung moderierte er am 6. März 1981. Sein Nachfolger wurde für die nächsten 24 Jahre Dan Rather.
Am 30. März 1940 heiratete er Mary Elizabeth Simmons Maxwell, genannt Betsy, die zwei Wochen vor ihrem 65. Hochzeitstag am 16. März 2005 starb. Sie hatten drei Kinder.
Cronkite war begeisterter Segler und hielt das US-Amateurfunkrufzeichen KB2GSD.

## Auszeichnungen und Ehrungen
- 1987: Four Freedoms Award in der Kategorie Meinungsfreiheit[6]
- 1995: Großes Silbernes Ehrenzeichen für Verdienste um die Republik Österreich[7]
- 2010 wurde der Asteroid Cronkite nach ihm benannt.